# Alaric I
Alaric (Alarich sau Ulrich, în latină Alaricus) s-a născut în jurul anului 370 în Dobrogea de astăzi, în preajma Deltei Dunării, fie în insula Peuce (un grind din deltă), fie mai probabil în castrul de la Platei Pegiae, vizigoții fiind atunci foederati ai romanilor (castrul se găsește pe teritoriul actualei comune Dunavățu de Jos).
Prima apariție a lui Alaric pe scena politică a fost ca liderul unei trupe mixte de goți și popoare aliate care au invadat Tracia în 391, când au fost opriți de generalul roman jumătate vandal, Stilicho. Aderând mai târziu în armata romană, și-a început cariera sub comanda gotului, Gainas. În 394 Alaric a condus o forță gotă de 20.000 de militari care l-a ajutat pe împăratul roman de răsărit, Teodosiu I, să-l învingă pe Arbogast, uzurpatorul franc, în bătălia de la Frigidus. În ciuda sacrificiului a aproximativ 10.000 de goți, împăratul a fost nerecunoscător. Dezamăgit, Alaric a părăsit armata romană și a fost ales conducător al vizigoților în 395, mărșăluind spre Constantinopol până când a fost oprit de către forțele romane. S-a mutat apoi spre sud în Grecia, unde a jefuit Pireul (portul Atenei) și a distrus Corintul, Megara, Argosul și Sparta. Ca răspuns al împăratul răsăritean Flavius Arcadius, Alaric a fost numit magister militum în Illyricum.
În 401 Alaric a invadat Italia, dar a fost învins de către Stilicho la Pollentia (Pollenza modernă) pe 6 aprilie 402. O a doua invazie, de asemenea, s-a încheiat cu înfrângerea în bătălia de la Verona, deși Alaric a forțat Senatul roman să-i plătească o subvenție importantă. În timpul invaziei în Italia a lui Radagaisus, Alaric a rămas inactiv în Iliria. În 408, împăratul occidental Flavius Honorius a ordonat executarea lui Stilicho și a familiei sale, pe fondul zvonurilor că generalul a făcut o înțelegere cu Alaric. Honorius, apoi, a incitat populația romană să masacreze mii de soții și copii ale goților care servesc în armata romană.
Deplasându-se rapid de-a lungul drumurilor romane, Alaric a jefuit orașele  Aquileia și Cremona și a devastat terenurile de-a lungul Mării Adriatice. Liderul vizigot a asediat Roma în 408, ca în cele din urmă, Senatul să-i acorde o subvenție substanțială. În plus, Alaric a forțat Senatul să elibereze toți cei 40.000 de sclavi goți din Roma. Honorius, cu toate acestea, a refuzat să-l numească pe Alaric în calitate de comandant al Armatei romane occidentale, iar în 409 vizigoții au înconjurat din nou Roma. Alaric a ridicat asediul după proclamarea lui Attalus ca împărat al Vestului. Attalus l-a numit magister utriusque militiae, dar a refuzat să-i permită să trimită o armată în Africa. Negocierile cu Honorius s-au deteriorat, iar Alaric l-a detronat pe Attalus în vara anului 410, și a asediat Roma pentru a treia oară. Aliații din capitală au deschis porțile pe 24 august, iar timp de trei zile trupele sale au devastat orașul. Deși vizigoții au jefuit Roma, ei au tratat locuitorii uman și au ars doar câteva clădiri. După ce a abandonat un plan de a ocupa Sicilia și Africa de Nord după distrugerea flotei sale într-o furtună, Alaric a murit în timp ce mărșăluia spre nord, în apropriere de Cosenza.

## În serviciu roman
În timpul secolului al patrulea, împărații romani au utilizat frecvent foederati: trupe neregulate germanice sub comandă romană, dar organizate ca structuri tribale. Pentru a scuti populația provincială de la impozitare excesivă și pentru a economisi bani, împărații au început să folosească unități recrutate din triburile germanice. Cel mai mare dintre aceste contingente a fost cel al goților, căruia în 382 i-a fost permis să se stabilească în limitele imperiale, păstrând un grad mare de autonomie.
În 394 Alaric a servit ca un lider de foederati sub Teodosiu I în campania care l-a zdrobit uzurpatorul Eugeniu. În bătălia de la Frigidus, care a încheiat această campanie, a luptat în trecerile Alpilor Iulieni, Alaric, probabil, a învățat slăbiciunea naturală de apărare din Italia cu privire la frontiera de nord-est.
Teodosie a murit în 395, lăsând Imperiul să fie împărțit între cei doi fii ai săi, Arcadius și Honorius. Arcadius a arătat puțin interes în guvernământ, lăsând cea mai mare parte a puterii prefectului pretorian Rufin. Honorius era încă minor, ca tutore, Teodosie l-a numit pe magister militum Stilicho. Stilicho, de asemenea, a pretins a fi și tutore lui Arcadius, provocând rivalitatea între instanțele din vest și din est.

## În Grecia
Alaric a lovit mai întâi Imperiul Roman de Răsărit. El a mărșăluit în aproprierea Constantinopolului, dar găsindu-se în imposibilitatea de a efectua un asediu, se întoarse spre vest, apoi au mărșăluit spre sud, prin Tesalia și prin trecerea nepăzită de la Termopile în Grecia.
Armatele răsăritene au fost ocupate cu incursiunile hunilor din Asia Mică și Siria. În schimb, Rufinus a încercat să negocieze cu Alaric în persoană, situație care a trezit suspiciuni în Constantinopol cum că Rufinius este aliat cu goții. Stilicho a mărșăluit acum spre est împotriva lui Alaric. Potrivit lui Claudian, Stilicho a fost într-o poziție de a-i distruge pe goți, când a fost trimis de către Arcadius în Illiricum. Curând după aceea, soldații proprii ai lui Rufinus l-au ucis. Puterea la Constantinopol, a trecut acum în mâinile șambelanului, eunucul Eutropius.
Moartea lui Rufinus și plecarea lui Stilicho i-au dat frâu liber lui Alaric, care a devastat Attica. În 396, el a șters ultimele rămășițe ale Misterelor din Eleusis din Attica, încheindu-se o tradiție a ceremoniilor religioase ezoterice din epoca bronzului. Apoi a pătruns în Peloponez și a capturat orașe renumite precum Corint, Argos și Sparta, trimițând mulți dintre locuitorii lor în sclavie.
Aici, cu toate acestea, cariera sa victorioasă a suferit un regres grav. În 397, Stilicho a traversat marea în Greciei și a reușit să-i învingă pe goți în munții din Pholoe, la granița dintre Elis și Arcadia. De acolo Alaric a scăpat cu dificultate, și nu fără unele suspiciuni de complicitate cu Stilicho, care se presupune că a primit din nou ordine să plece. Alaric a trecut apoi în golful Corint și a mărșăluit cu prada din Grecia spre nord în Epir. Aici a continuat până când guvernul răsăritean l-a numit magister militum per Illyricum, oferindu-i comanda mult dorită, precum și autoritatea de a-și aproviziona oamenii din rezervele imperiale.

## Prima invazie a Italiei
În 401, Alaric a început prima sa invazie a Italiei. După pustiirea nordului Italiei și teroarea înfricoșătoare dintre cetățenii Romei, Alaric a fost învins de către Stilicho la Pollentia, astăzi în Piemont. Lupta care a urmat pe 6 aprilie 402 (care a coincis cu Paștele) a fost o victorie pentru Roma, deși una costisitoare. Dar aceasta a oprit efectiv avansul goților.
Dușmanii lui Stilicho, mai târziu, îi reproșează că a obținut această victorie, profanând marea sărbătoare creștină. Alaric, de asemenea, a fost un creștin, dar unul arian.
Soția lui Alaric a fost luată prizonieră, conform relatărilor, după această luptă, deși nu este rezonabil să presupunem că el și trupele sale au fost îngreunate de prezența unui număr mare de femei și copii. După o nouă înfrângere la Verona, Alaric a părăsit Italia, probabil în 403.
Nu a pătruns în oraș, dar invazia lui din Italia, a produs rezultate importante. Aceasta a provocat ca reședința imperială să fie transferată de la Milano la Ravenna, și a necesitat retragerea legiunii XX Valeria Victrix din Britania.

## Cea de-a doua invazie a Italiei
Alaric a devenit prieten și aliat al adversarului său târziu, Stilicho. Din 407, înstrăinarea între instanțele est și de vest au devenit atât de adâncă încât a amenințat cu izbucnirea unui război civil. Stilicho de fapt, a propus folosirea trupelor lui Alaric pentru a aplica cererea lui Honorius în prefectura Illiricum. După moartea lui Arcadius din mai 408, Alaric care a intrat de fapt în Epir, a cerut într-un mod oarecum amenințător că vă renunța la război, dar trebui să fie plătit cu generozitate. Suma pe care a numit-o a fost una uriașă, 4.000 de kilograme de aur. Sub presiunea puternică a lui Stilicho, Senatul roman a consimțit să promită plata acesteia.
Dar trei luni mai târziu, Stilicho și miniștrii șefi ai partidului său au fost uciși la ordinele lui Honorius. În tulburările care au urmat de-a lungul Italiei, soțiile și copiii ai foederati au fost uciși. Prin urmare, acești 30.000 de oameni s-au înghesuit în tabăra lui Alaric, ca să lupte împotriva dușmanilor lor. Astfel, în septembrie 408, el stătea în fața zidurilor Romei și a început o blocadă strictă, mai ales că nu exista un general capabil precum Stilicho să-l înfrângă.
N-a fost vărsat sânge de aceasta dată, Alaric bazându-se pe foamete. Când ambasadorii Senatului, implorând pentru pace, au încercat să-l intimideze, însă după multe negocieri, cetățenii romani loviți de foamete au căzut de acord să plătească o răscumpărare de 5.000 de kilograme de aur, 30.000 de kilograme de argint, 4.000 de tunici de mătase, 3.000 de piei vopsite stacojiu și 3.000 de kilograme de piper. De asemenea, au fost eliberați 40.000 de sclavi goți. Astfel s-a încheiat primul asediu al lui Alaric asupra Romei.

### Al doilea asediu al Romei
De-a lungul carierei sale, obiectivul principal a lui Alaric nu a fost de a submina Imperiul, ci pentru a asigura pentru el însuși o poziție importantă. Cererile sale au fost cu siguranță mari: concesiunea unui teritoriu de 200 km lungime și 150 lățime între Dunăre și golful Veneției și titlul de comandant-șef al armatei imperiale. Honorius, cu toate acestea, a refuzat pentru a vedea dincolo de propria lui siguranță, garantate de digurile și mlaștinile din jurul Ravennei. Și toate tentativele de a desfășura o negociere satisfăcătoare cu acest împărat nu a reușit, astfel Alaric, după instituirea unui al doilea asediu și blocade a Romei în 409, a ajuns la un acord cu Senatul. Cu acordul lor, a înființat un împărat rival, prefectul orașului, un grec numit Attalus Priscus.

### Al treilea asediu al Romei
Alaric l-a eliminat pe împăratul său marionetă, ineficient după 11 luni și din nou a încercat să redeschidă negocierile cu Honorius. Aceste negocieri ar fi reușit dacă nu ar fi fost deturnate pentru influența unui alt got, Sarus, inamicul ereditar al lui Alaric. Alaric, din nou păcălit de romani, a mărșăluit spre sud și a început al treilea asediul asupra Romei. Aparent, apărarea sa a fost imposibil de realizat, existând indicii nesigure de trădare. Pe 24 august 410, Alaric și vizigoții săi au intrat în Roma pe Porta Salaria din nord-estul orașului. Roma, după o perioadă lungă de glorie împotriva dușmanilor săi, era acum la mila cuceritorilor săi externi.
Scrierile contemporane au înregistrat cu mirare multe cazuri de clemență ale vizigoților: biserici creștine salvate de ravagii, protecția acordată mulțimi, atât păgânilor și creștinilor care au găsit refugiu acolo, vase de aur și de argint, care au fost găsite într-o locuință privată, cruțată pentru că a aparținut Sfântului Petru. Dar chiar și aceste cazuri excepționale arată că Roma nu a fost scutită în totalitate de ororile care însoțesc de obicei asaltul unui oraș asediat. Cu toate acestea, sursele scrise nu menționează daunele aduse de foc, cu excepția grădinilor lui Salustiu, care s-au situat aproape de poarta prin care goții au intrat. Basilica Aemilia din Forumul Roman a ars, faptă care poate fi atribuită lui Alaric: dovezile arheologice au fost furnizate de monede topite, datând din anul 410, găsite în podea. Mormintele împăraților păgâni din Mausoleul lui Augustus și Castelul Sant'Angelo au fost jefuite, iar cenușa împrăștiată.

## Moartea
Alaric a mărșăluit spre sud în Calabria. A dorit să invadeze Africa care, datorită cerealelor sale, a devenit cheia Italiei. Dar o furtună i-a făcut navele bucăți și mulți dintre soldații săi s-au înecat. Alaric a murit la scurt timp după aceea, în Cosenza, probabil de febră, la vârsta de circa 40 de ani (presupunând din nou, nașterea în jurul anului 370), iar trupul său a fost, conform legendei, îngropat sub albia râului Busento. Râul a fost deviat temporar de la cursul său, în timp ce mormântul era săpat și îngropat șeful vizigot și o parte dintre prăzile sale cele mai prețioase. Când lucrarea a fost terminată, râul a fost adus din nou pe albia sa și captivii care au lucrat au fost executați pentru a nu se afla secretul acestora. Alaric a fost urmat la comanda armatei de către cumnatul său, Ataulf, care s-a căsătorit cu sora lui Honorius, Galla Placidia, trei ani mai târziu.